# 吉田栄夫
吉田 栄夫（よしだ よしお、1930年12月18日 - 2021年7月22日）は日本の自然地理学者。国立極地研究所・立正大学名誉教授。元日本極地研究振興会理事長。理学博士（東京大学）。

## 略歴
- 1948年　神奈川県立横浜第三中学校卒業
- 1954年　東京大学理学部地理学科卒業
- 1959年　東京大学大学院数物系研究科博士課程中退
- 1959年　東京都立大学助手
- 1961年　お茶の水女子大学講師
- 1965年　広島大学助教授、のちに教授
- 1976年　大学共同利用機関国立極地研究所教授
- 1994年　国立極地研究所名誉教授、立正大学教授
- 2001年　立正大学学長
- 2004年　立正大学名誉教授、財団法人日本極地研究振興会常務理事
- 2006年　国立極地研究所特任教授兼任
- 2008年　財団法人日本極地研究振興会理事長

## 活動
主に南極観測に携わっており、1957年の第2次夏隊を皮切りに、第4次越冬隊、第8次越冬隊、第16次観測副隊長兼夏隊長、第20次観測隊長兼夏隊長、第22次観測隊長兼越冬隊長、第27次観測隊長兼夏隊長、アメリカ隊基地、ニュージーランド隊基地、イギリス隊基地などで6回観測に従事。

## 受賞歴・栄典
- 1977年 文部大臣賞受賞。
- 1995年 外務大臣賞受賞。
- 2009年11月 瑞宝中綬章受章[3]。

## 著書など

### 共著
- 『講座社会科教育. 第15巻』 板野長八等編、柳原書店、1966年
- 『現代の地理学:その課題と展望』 現代の地理学刊行会編、古今書院、1970年
- 『エコロジストの時間』 日本環境アセスメント協会編、東海大学出版会、2008年

### 主要な研究論文
- 「第2次南極観測に際して行なった海氷観測及び,それに関する2,3の考察」『南極資料』8 pp.464-481 1959
- 「南極雑感(羅針盤)」『お茶の水地理』4  pp.6-7 1962
- 「第4次南極地域観測隊越冬隊の調査旅行における気象観測について」『南極資料』 15, pp.1240-1252 1962
- 「やまと山脈の地形」『南極資料』18 pp.1519-1544 1963
- 「第8次南極越冬報告」『地理科学』10 p.39 1968
- 「氷上からの音響測深について」『南極資料』34 pp.14-22 1969
- 「東南極プリンスオラフ海岸の隆起汀線と塩湖」『現代の地理学』pp.93-118 1970
- 「大陸氷河 南極の氷床 (氷河・氷山)」『地理』18 pp.9-18 1973
- 「第16次南極地域観測隊夏隊(1974-1975)報告」『南極資料』53 pp.141-179 1975
- 「南極における氷床の変動と第四紀 (外国における第四紀研究と日本における研究<特集>)」『第四紀研究』15 pp.168-175  1977
- 「国際共同観測(南極観測20年の歩みと今後の諸問題)」『学術月報』 30 pp.33-34 1977
- 「南極の氷河とその消長 (氷河とその消長<特集>)」『地理』23 pp.74-83 1978
- 「両極地域の対照性 (北極圏<特集>)」『地理』25 pp.56-63 1980
- 「世界の水を支配する大氷床 (南極大陸<特集>)」『科学朝日』43 pp.44-48 1983
- 「第20次南極地域観測隊夏隊(1978-1979)報告」『南極資料』78 pp.58-82 1983
- 「南極をとりまく政治環境 (南極<特集>)」『地理』28 pp.61〜65 1983
- 「第22次南極地域観測隊越冬隊報告1981-1982」『南極資料』81 pp.45-71 1984
- 「南極条約と南極地域の資源探査・開発問題」『月刊地球』7 pp.286-292 1985
- 「地学調査と鉱物資源探査・開発問題 (30年目を迎えた南極観測<特集>)」『学術月報』39 pp.877-881 1986
- 「第27次南極地域観測隊夏隊報告1985-1986」『南極資料』 31 pp.186-205 1987
- 「南極鉱物資源活動規制条約の採択:その背景,経過及びいくつかの論点」『南極資料』32 pp.375-393 1988
- 「南極リュツオ・ホルム湾地域における海氷観測について(英文)」『南極資料』34 pp.8-14 1990
- 「"最後の聖域"南極の自然が危ない--環境保護と鉱物資源開発は両立するのか?」『世界週報』72 pp.82-85 1991
- 「国際シンポジウム「太平洋地域の第四紀自然環境変動」」『地學雜誌』103 pp.729-729 1994
- 「1,000万分1「南極大陸」図」『地図』33 pp.30-35 1995
- 「<論説>南極地域における環境問題の推移 : 環境保護に関する南極条約議定書発効に寄せて」『立正大学文学部論叢』109 pp.23A-37A 1999
- 「明日への試み(91)立正大学地球環境科学部--21世紀の課題への挑戦」『大学時報』48 pp.116-121 1999
- 「南極地域の後期新生代氷成堆積層、とくにシリウス層に関する若干の課題」『立正大学大学院紀要』(16) pp.1-11 2000
- 「極地と水--その課題の中から」『資源テクノロジー』  60 pp.2-8 2009

## 南極の地形調査
吉田による南極の地形研究は、その後の南極の氷河地形研究において主要な先行研究となっている。

### やまと山脈の地形調査
1960年の第4次越冬隊と1961年の第5次越冬隊において、やまと山脈の地形調査を実施した。やまと山脈は、昭和基地南南西約300km付近にある山地で、南緯71°14',東経35°25'付近からほぼ南に約50kmに渡ってのびる7群の山塊と、いくつかの小露岩からなる。山地は、大陸氷および局地的な氷河によって氷蝕を受け、露岩は典型的な氷蝕地形である。吉田は、山地を構成する7群の山塊の地形についても詳細に研究をまとめている。当時7群の山塊のうち命名されていたのは福島岳のみであったため、その他の山塊を南からA~G群と仮称を与え(Dが福島岳)、説明を試みた。さらに、大陸氷の衰退とやまと山脈の地形発達というテーマでは、やまと山脈がほぼ山頂までかつて大陸氷に覆われていたことを、地形的証拠により明らかであると確認した上で、かつて山地を被覆していた大陸氷がしだいに衰退したことに対し、極地における氷蝕作用について考察を試みた。この研究報告は藤原健蔵と共になされた。

### リュツォ・ホルム湾内地域における海底地形調査
1981年、第22次観測隊において、南極リュツォ・ホルム湾内での海底地形地質調査を実施。